# 돌아와요 아저씨
《돌아와요 아저씨》는 2016년 2월 24일부터 2016년 4월 14일까지 SBS에서 방영된 드라마 스페셜로, 일본 작가 아사다 지로의 소설인, "쓰바키야마 과장의 7일간"을 원작으로 한 쌈박하게 귀환한 저승동창생들의 이야기를 담은 휴먼 판타지 코믹드라마이다.

아재개그 등 코믹한 요소가 있고, 남녀주인공이 로맨스로 묶이지 않는 투톱물과 분량이 치우치지 않는 떼주물의 느낌, 브로맨스, 워맨스 등의 색다른 요소로 마니아층이 생겨 괜찮은 명드라는 평가도 받았으나, 하필 대진 상대가 시청률 40%대에 육박했던 태양의 후예인 바람에 시청률 측면에서 큰 타격을 받았다. 1회에 동시간대 시청률 2위를 기록하였는데, 1위를 기록한 태양의 후예와 8% 격차가 났고, 3회에 이르러서는 4배 이상의 격차가 나게 되었다. 결국 굿바이 미스터 블랙과 3 ~ 5% 대에서 처절한 경쟁을 하게 되었다. 중반부의 늘어지는 전개 덕에 평도 점점 나빠지다가 마지막회에는 2.6%를 기록하면서 역대 SBS 수목 드라마 최저 시청률 3.4%를 경신했다. 이 기록은 2018년경 훈남정음의 최저 시청률 2.1%에 의해 경신되었다.

## 줄거리
세일이 한창이던 백화점에서 이 백화점의 과장 김영수씨(41세)가 사망했습니다. 사인은 과로로 인한 뇌출혈. 본인에게는 인생에서 가장 기가 막힌 순간이었겠지만 현실에서 이런 과로사나 돌연사는 이제 뉴스거리조차도 되지 못하고 있습니다.“명복을 빕니다.” 한 마디로 열심히 살다 간 그의 삶을 위안하기엔 너무도 안타까운 일. 아직 해야 할 일도 많고, 해놓은 것들도 아까운 이 시대의 가장들이 과연 겸허히 죽음을 받아들일 수 있을까요? 그들이 죽음 이전의 자신의 삶을 돌아본다면 어떤 눈길로 바라보게 될까요?외람되지만, 이 드라마는 그런 기회를 드리는 눈길이 되고자 합니다. 만일 죽음에서 잠깐이라도 다시 돌아온다면...... 자신의 삶을 돌아볼 수 있는 기회가 주어진다면......우리 주인공들이 선택한 기회는 다시 현세로 돌아갈 수 있는 “역송체험”.스스로 괜찮은 인생이라 착각했던 김영수씨, 스스로 잡초 같은 인생이라고 자책했던 한기탁씨, 그들은 전혀 다른 사람의 모습으로 돌아와 차라리 몰랐으면 좋았을 진실들을 알게 됩니다. 그리고 분노, 슬픔, 복수에의 욕망을 극복해가는 과정을 거쳐 결국 ‘모르고 죽었으면 안타까웠을’ 사랑의 의미와 행복을 깨닫게 됩니다.어느 날 불현듯 혹은 먼 미래에 찾아올지도 모를 죽음에 대비해 우리는 보험 말고 무엇을 준비하고 있나요? 지금 이 순간 행복해지기 위해 어떤 노력을 하고 있을까요? 진정 가치 있는 삶이란 어떤 것일까요?우리 모두 누군가에게는 선인이고 누군가에게는 악인일 수도 있습니다. 결국 인생이란, 탐욕과 양심 사이에서 끊임없이 갈등하는 과정의 연속인 건 아닐까요.자갈밭 같은 그 여정 속에서, 그럼에도 불구하고 어렵게 꽃을 피워내는 인간다움이 우리네 삶의 아름다움일 것입니다.이 드라마를 보는 동안 잠시 어깨의 짐을 내려놓고 꽃씨를 뿌리는 시간 되시길, 훗날 당신이 지나간 길 뒤돌아보면, 그토록 아름다운 꽃길이었기를..

## 등장 인물

### 주요 인물
- 김인권, 정지훈 : 김영수/이해준 역

사망하기전까지
아름다운 아내, 예쁜 딸과 함께 아버지를 모시고 사는 대한민국 중년. 41세. 선진백화점 만년 과장으로 상사 눈치봐가며 고단한 하루하루를 보내고 있었다. 거래처와의 술접대 자리 등 잦은 회식/야근으로 번번이 퇴근이 늦어 아내인 다혜와 딸 한나를 섭섭하게 하는 일도 다반사. 늘 다혜에게 미안한 마음에 결혼기념일을 맞아 둘이 분위기 있는 레스토랑에서 저녁을 먹다가 상사가 상을 당하자 다혜를 데리고 바로 장례식장으로 가서 일을 도왔다. 다혜는 이 일로 화가 단단히 났고, 영수는 다음날 다시 한 번 저녁 데이트를 계획한다. 하지만 그날 새로운 패션 브랜드를 백화점에 입점시키기 위해 상사인 마부장과 거래처 사장을 만났는데, 일이 잘 풀리지 않아 단단히 화가 난 마부장이 그를 다그친다.영수는 계약을 성사시키기 위해 깨질 듯이 아픈 머리를 부여잡고 거래처 사장의 다리를 붙들고 매달린다. 결국 긍정적으로 검토하겠다는 대답을 들은 후 다혜와의 약속을 지키기 위해 집으로 가려 하던 중 백화점의 플래카드가 끝 부분이 떨어져 덜렁거리는 걸 보고 무리하게 옥상 난간에 올라갔고, 뇌출혈로 인해 정신을 잃어버리며 실족해 추락사하고 만다. 그의 사망 후 백화점 측에서는 그가 협력업체에 뇌물을 받고 스스로 양심에 가책을 느껴 자살한 것으로 덮는다.
역송체험으로 돌아오다
사망 후 중유역에 도착한 영수는 지옥행 티켓을 발급받게 되고 이에 자신은 현세에서 죄를 지은적이 없다고 따지러 찾아가나 오히려 현세에서 자신의 몸을 귀히 여기지 않았다고 자발적 자살자라는 꾸지람만 듣는다. 그는 진심으로 무릎을 꿇고 용서를 빌었고 그로 인해 천국행 티켓을 발급받게 된다. 그러나 천국으로 가는 열차 안에서 현세에서 가족과 행복했던 기억을 떠올리며 현세에 대해 미련이 생겼고 이대로 죽을 수 없다며 한기탁과 천국행 열차에서 탈출을 시도한다. 그리고 마야에 의해 역송체험을 하게 되면서 다시 꽃미남으로 잠시 환생하게 된다. 그러나 마야의 실수로 인해 재벌 사생아인 이해준과 얼굴이 겹치자 진짜 이해준 대신 진짜 행세를 하며 백화점 점장으로 들어온다. 홍난과는 천국행 급행열차에서 만나 환생 이후에도 협력관계가 되었다.돌아온 그는 아내인 신다혜와 자신이 가장 좋아하던 후배였던 정지훈(윤박)이 결혼 전 사귀었다는 사실을 알게 된다. 그리고 자신이 죽은 빈자리를 후배인 지훈이 채우려고 한다는 걸 알고 멘붕을 겪는다. 다혜는 지훈에게 흔들리지 않았지만 영수는 의심하고 불안해하며 한동안 다혜를 괴롭힌다.또한 영수는 오랫동안 사랑하고 함께 살아 온 아내 다혜의 알지 못했던 부분들을 많이 보게 된다. 생각지도 못하게 다혜는 영수의 삶의 스타일에 맞춰오며 힘들어했고, 역송체험을 통해 비로소 이런 고충을 알게 돼 상처받는다. 술을 전혀 마실 줄 모르는 줄만 알았던 다혜가 소주를 연거푸 들이키고, 자신만큼이나 다혜도 많은 부분을 참고 감내하고 있었음을 알게 되었다. '가족을 위해서', '가장이기 때문에'라는 이유들로 정작 아내와 딸의 마음과 고민을 세밀하게 돌보지 못했던 지난 날의 삶을 반성하게 되며, 지훈을 통해 다혜에게 어릴 때 헤어진 오빠가 있었다는 사실을 알고 자신이 다혜에 대해 아는 것이 너무 없었다며 크게 충격받는다. 남편을 하루 아침에 자살이라는 오명으로 잃은 다혜에게 힘이 되어주기 위해, 그리고 스스로의 명예를 위해 김영수 자살의 누명을 벗겨주려 고군분투한다. 생전 자신이 살던 집에 '빚쟁이'라는 명목으로 다시 돌아가 길지 않은 역송 체험 기간을 자신의 아버지, 아내, 딸과 보내며 천천히 이별을 준비한다. 아버지가 건강하게 살길 바라며 함께 운동을 하러 나가고, 자신은 지켜보지 못할 한참 어린 딸의 결혼식 연습을 함께 하기도 하고, 죽던 날 함께 하지 못했던 다혜와의 오붓한 저녁 식사도 어렵게 이뤄냈다. 이때 나석철의 차에 치여 역송체험 기간이 크게 줄어들게 된다.
역송체험 종료
역송체험 기간을 마무리하면서 영수는 상처로 가득한 다혜와 가족들의 마음을 달래주고 위로해준다. 급작스럽게 떠난 기탁(홍난)과 달리 그는 차근차근히 이별을 준비할 수 있었고, 이해준 역할을 하며 백화점이 매각될 위기에서 구한다. 저승 동창인 기탁이 자신과 다혜를 구하기 위해 조금 이른 죽음을 맞이하게 되고, 심지어 세상에서 존재가 잊혀지는 비극적인 과정을 보면서 다른 사람들의 기억에 모두 사라져도 자신이 한기탁을 기억 하겠노라며 눈물을 흘린다. 역송체험이 마무리 되는 날, 다혜가 해준 카레를 마지막으로 먹으며 덤덤히 떠났지만 영수가 밥을 먹고 떠난 자리에 생전에 영수가 그랬듯 당근만 골라 소복이 남은 것을 보고 무언가를 깨달은 다혜가 뛰쳐나와 영수를 뒤에서 와락 안으며 '수고했어요 오늘도...'라고 말하자 눈물을 쏟으며 "안녕..."이라는 짧은 한 마디를 마지막으로 떠나며 체험 종료.
자기 희생과 자기 만족 사이
역송체험을 하면서 김영수라는 인물이 돌아보게 되는 자신의 삶의 포인트는 자신이 생전에 아내 신다혜에게 주었던 사랑이 과연 자기 희생이었는가, 자기 만족이었는가이다. 그는 노력하고 희생했다. 평생 열심히 일했고, 자신의 아이도 아닌 한나를 자기 자식처럼 키웠고, 가족들을 위해 늘 야근, 회식에 시달렸다. 죽는 날에도 과로로 인한 뇌출혈이 원인이 되었고. 그러나 역송체험으로 돌아온 그는 그런 희생들이 결코 자신이 사랑하는 사람들을 행복하게 만든 것이 아니었음을 알게 된다. 아내 신다혜는 그가 죽기 얼마 전에도 '나 혼자만 참고 이해하는 거, 이제 그만 하고 싶다', '누굴 위해선데요? 우리 위해서란 말 하지 말아요.' 등의 말들로 영수에게 신호를 보냈지만 생전의 영수는 이해하지 못한다. 그러나 역송 체험을 통해 돌아온 영수는 비로소 다혜가 보냈던 신호들을 알게 된다. 영수의 희생적인 마인드와 자칫 다혜를 상처줄까 싶어 표면에 꺼내지 못했던 한나에 대한 이야기, 다혜의 과거 가족사들을 무작정 덮으려고 했던 행동들은 결코 다혜를 위한 것이 아니라 다혜가 더 마음을 닫고 자신의 힘든 부분을 드러낼 수 없게 만들기만 했던 것.
역송체험을 통해 이를 깨닫게 되고, 비로소 자신이 해왔던 사랑의 방식에 의문을 제기하기 된다. 다혜를 위해서 해 온 행동들이 자기만족에 불과했으며 그것이 더 그녀를 힘들게 만들었다는 것에 대해서 깨달은 것이다.
- 김수로, 오연서 : 한기탁/ 한홍난 역 (아역: 곽동연) (41세)-

사망하기까지
전직 조폭. 남자 중에 상남자. 행동 대장 등을 거쳐 큰 조직에서 독립, 조그만 조직의 보스가 됐고 손을 씻은 후 조그만 펍을 운영하고 있었다. 학창 시절 권투 선수를 지망하며 열심히 살았지만, 연인이던 송이연이 나석철이라는 양아치에게 변을 당할 뻔한 것을 구해주다 이성을 잃고 나석철을 미친 듯이 폭행하고 얼굴에 커다란 상처를 남기게 되며, 이 일로 체포된다. 잡혀갈 때 이연과 마주치지만 이연은 그를 외면한다. 이후 조폭이 된 것으로 보이며 조폭이 되고 펍을 운영하게 되는 과정 동안에도 이연은 종종 그를 찾아와 울거나 그의 애정을 이용해 곤란한 부탁을 하는 이기적인 태도를 취해왔다. 그럼에도 기탁은 이연에 대한 무한한 사랑 때문에 이를 밀어내지도, 더 다가가지도 못한 채로 그냥 그 자리에 늘 있는다. 그의 자취방에는 이연이 출연한 작품들의 비디오, DVD, 그녀가 한 인터뷰의 잡지들까지 모두 모여있을 정도로 기탁은 이연만을 평생 사랑해왔다. 그러나 이연은 톱 스타가 되어 재벌 2세인 차재국과 결혼하여 아이도 낳았고, 기탁은 이 모든 과정들을 지켜보기만 하며 다른 사람과 만나지도 않으면서 살아왔다. 결국 이연을 향한 자기 희생적인 사랑 때문에 그녀의 부탁을 들어주다 죽음을 맞이하게 된다. 이연과 자신의 포옹 장면을 찍은 파파라치를 쫓아가다 차에 치여 1차 사고가 나고, 그런 그를 덤프 트럭이 달려들어 끔살 시킨다. 저승에 도착해 천국행 열차에서 김영수를 만나게 되고, 그를 정의감에 돕다가 추락해 마야와의 역송 계약으로 여성인 한홍난으로 잠시 환생 한다.
일생의 사랑 송이연
여성으로 역송 체험을 시작한 기탁은 송이연의 주변을 맴돈다. 정체를 궁금해하는 이연과 승재에게는 '기탁의 숨겨둔 여동생'이라고 둘러대며 이름도 한홍난이라는 가명을 쓴다. 송이연을 위협하던 과거가 있는, 기탁과는 후계 구도 라이벌인 나석철(현 송이연의 소속사 사장)과 송이연의 전 남편 차재국에게서 이연을 지키기 위해 고군분투한다.차재국이 손을 써 작품 활동을 안 한 지 10년이나 지나가 버린 송이연에게 힘이 되고자 매니저를 자처하며 이연을 힘들게 하는 것들로부터 그녀를 지켜주고, 힘을 복 돋워주며 홍난(기탁)과 이연은 점점 더 가까워진다. 한기탁의 죽음에 대해 모질게 말하는 이연 때문에 상처 받기도 하지만 사실은 기탁의 죽음에 큰 슬픔과 죄책감을 갖고 있었다는 걸 알게 되자 그러지 말라고 단호하게 말해주기도 한다. 송이연이 백화점에서 망신을 당할 뻔한 상황에서 홍난(기탁)이 손을 잡아주며 지나치는 장면은 손 꼽히는 명 장면. 그 외에도 제작 발표회에서 왕자님처럼 등장해 그녀를 구출해주고, 이연이 다시 연기 활동을 시작할 수 있도록 곁에서 물심 양면 돕는다
한기탁 여동생 한홍난
사실 기탁(홍난)이 아무렇게나 둘러댄 가명인 줄 알았던 '한홍난'은 기탁의 어릴 때 헤어진 여동생의 이름이었다. 이런 내용들이 후반부에 이르러 밝혀지며, 남자인지 여자인지 헷갈리던 동생이 여동생임이 작 중에서 큰 반전이 밝혀진다.어릴 때 너무 힘든 상황 속에서 기탁은 동생을 보육원으로 보냈고, 이를 평생 마음의 짐처럼 안고 살아왔다.정지훈이 본인을 한홍난이라 주장하는 홍난(기탁)이 가짜이고, 자신은 진짜 한홍난이 누군지 안다고 알려주었다. 여동생이 신다혜라는 사실을 듣자마자 홍난(기탁)은 동생의 집으로 쫓아가 눈물을 흘린다.한기탁이 여성의 몸으로 역송 된 것은 이 여동생의 존재가 크게 기인한다. 여성으로 일시적 환생 되어 자기 자신의 여동생 행세를 하는 과정에서 어릴 때 힘든 환경 속에서 보육원에 동생을 보냈던 과거를 재조명하게 되고, 더 나아가 기탁(홍난)이 모종의 이유로 기탁의 동생 흉내를 낸다고 생각한 정지훈으로부터 진짜 동생의 정체를 듣게 되는 계기가 되기 때문. 이는 홍난의 대사에서도 드러난다.
끝없고 무한한 희생, 그리고 존재 소멸
마지막 화에서 김영수와 동생을 구하는 과정에서 정체를 밝혀 존재자체가 소멸되었다. 추락사 하기 전 잃어버렸던 자신의 여동생과 저승 동창으로 깊은 의리를 나눠온 김영수의 얼굴을 애틋하게 바라보며 "행복했으면 좋겠어. 내가 사랑한 사람들..."이라는 유언을 남기고 죽는다. 다시 저승으로 가기 전 이연과 작별 인사를 나눌 기회가 주어져 처음이자 마지막 키스를 나누고 소멸한다. 마흔 한 해의 인생이 죽음과 동시에 김영수 및 저승 사람들을 제외한 모든 이들의 기억에서 사라지고 그의 살아왔던 흔적은 지워진다.
희생의 아이콘
작 중에서 한기탁이라는 인물이 보여주는 희생정신은 굵직한 것만 적어도 이 정도다.나석철에게서 송이연을 구하다 소년원에 들어간다.자기가 번 돈으로 조직의 동생들 학비 지원.송이연의 부탁으로 한 모델을 위협 협박하고 녹취록을 구해다 송이연에게 가져다 준다.[2
저승행 기차에서 만난 김영수가 위험에 처하자 구해주려 하고, 함께 기차에서 뛰어 내린다.차재국이 송이연을 겁박하며 한기탁에게 누명을 씌우는 기사를 낼 지, 차재국과 송이연의 관계가 문제 없이 행복하다는 기사를 낼 지 중 선택지를 고르라고 하자 주저 없이 자신이 쓰레기가 되는 쪽을 택하라고 한다.얼마 남지도 않았던 자신의 역송시간을 줄여가면서 김영수에게 나눠준다.김영수와 동생을 구하기 위해 옥상에서 떨어져 두 번 죽고 존재자체가 소멸된다.
- 이민정 : 신다혜 역 (30대 초반) -

김영수의 자랑스러운 아내
어릴 때 고아원에서 외롭게 자랐던 다혜는 백화점 안내사원으로 취직해 김영수와 사내결혼을 하게 되었다. 나이도 어리고 뛰어난 용모를 지닌 다혜는 사내에서도 인기가 많았지만, 나이도 많고 못생긴 김영수의 끝없는 대시에 넘어가 결혼에 골인. 결혼 후에는 일을 그만두고 전업주부가 되어 집안 일과 육아에 매진한다. 초반에 패션센스라고는 눈꼽만큼도 없이 딸과 함께 김영수가 일하는 백화점으로 쇼핑을 와서 김영수를 부끄럽게 했다. 늘 야근과 회식에 시달리는 남편에게 섭섭한 마음이 있지만 꾹 참으면서 살았다. 그러나 오랜만에 외식을 하는 자리마저 영수가 회사 일로 파토를 내자 크게 화가 난다. 이 일을 계기로 그동안 쌓여왔던 남편에 대한 섭섭함과 실망감을 토로하며 부부싸움을 하게 되었다. 다혜는 이날 싸우다 산부인과 진료를 갔다왔다는 이야기도 하는데, 영수는 둘째 아이를 갖는 것에 대해서 회의적인 반응을 보이기도 한다.다혜는 이날 영수에 대한 불만이 폭발해 모진 소리를 내뱉고, 영수 또한 다혜의 뺨을 치려다 스스로 깜짝 놀란다.
김영수 사후 드러나는 이면
남편이 죽은 뒤에는 생활전선에 뛰어들어 김영수가 일했던 백화점에서 일하게 되었다. 졸지에 가장이 되기도 했고, 영수와의 추억을 기억할 만한 곳이 백화점 뿐이었기 때문이었다. 영수가 생각했던 다혜와 달리, 그녀는 꽃도 좋아하고, 육개장도 잘 먹으며, 술도 벌컥벌컥 잘 들이킨다. 그리고 영수의 후배였던 정지훈 부장과도 과거 연인사이였다는 비밀이 있었다. 영수는 이런 모습들을 바라보며 상처받고 그녀를 의심하지만, 영수만큼이나 다혜도 일편단심이었다. 지훈 뿐만 아니라 해준의 모습으로 나타난 영수도 끊임 없이 밀어내고 죽은 남편을 그리워한다. 사실 해준에게 몇 번 흔들렸던 것도 그의 모습에서 생전 영수의 모습이 겹쳐보이거나 떠올랐기 때문. 결국 영수가 떠날 때가 되었을 때 그의 정체를 직감하고 뒤에서 끌어안아며 '수고했어요, 오늘도'라고 말하며 보내준다.
숨겨진 과거
고아원으로 가기 전 오빠가 있었다. 오빠는 어쩔 수 없이 다혜를 고아원으로 보냈고, 다혜는 가난한 집에 입양되어 어렵게 자랐다. 어릴 때의 기억이 희미해서 오빠의 존재를 자세히 기억하지 못했고, 과거 연인이었던 정지훈을 남편을 잃은 다혜에게 진짜 가족을 찾아주겠다고 약속한다. 그러나 다혜는 '이젠 김영수가 내 가족'이라며 이를 거절해왔다. 그러나 과거의 사진 등을 보며 결국 오빠가 누구인지 알게 된다.
- 최원영 : 차재국 역 (아역: 이지환) (40대)-

송이연의 이전 남편. 아무리 그는 이미 이혼한 상태지만 한기탁과의 순간을 이용한 스캔들로 그녀를 협박하는 등 송이연을 여러모로 괴롭힌다. 회장의 혼외자식인 진짜 이해준과 회사를 놓고 후계구도상 라이벌이지만 항상 패배중.
송이연에 대한 사랑?
송이연을 진심으로 사랑했지만 심히 왜곡된 방법으로 송이연도 본인도 상처를 준 케이스. 송이연을 사랑해서 자살 소동까지 벌이며 결혼했고 아이도 낳았지만, 송이연의 한기탁에 대한 마음을 끊임 없이 의심하면서 송이연을 괴롭혔고, 결국 이혼했다. 이혼 후에도 송이연에 대한 집착을 떨치지 못해 늘 의심하고 괴롭히면서 얀데레적인 측면을 많이 보여준 인물.
- 이하늬 : 송이연 역 (아역: 지하윤) (30대)- 한때 가장 잘나가던 배우. 차재국과 결혼해서 아이까지 있지만 이혼한 돌싱. 그리고 한기탁과의 스캔들과 차재국의 협박 등으로 인해 연예계 활동에 발목이 잡힌 상태. 그러나 한홍난의 도움으로 여차저차 잘 헤쳐나가고 있다.

- 윤박 : 정지훈 역 (30대)-김영수의 아내인 신다혜의 옛 애인이며 신다혜에게 호감을 갖고있는 듯 하다. 이해준과 대립각을 세우고 있지만 악역이라기보단 라이벌에 더 가까운 인물이다. 김영수의 죽음 이후 신다혜와 다시 잘해보려하지만 이해준의 방해공세와 신다혜 본인의 거부로 인해 번번히 좌절되고 있다.

### 김영수 주변인물
- 이레 : 김한나 역 -김영수와 신다혜의 하나뿐인 영리하고 사랑스러운 딸이다.
- 박인환 : 김노갑 역 - 김영수의 아버지.

### 한기탁 주변인물
- 오대환 : 나석철 역 (아역 여회현) (41세) - 기탁과 함께 조직의 중간보스로 조직의 후계자이던 기탁과는 라이벌 관계였으나 10대때 기탁과 사귀던 이연을 납치했던 과거가 있다. 현재는 송이연의 소속사 사장... 인데 이거 계약서의 도장을 찍고 나서 자신의 정체를 밝혔기 때문에 사기를 친 셈. 한기탁, 송이연과는 아무런 관련도 없는 척 차재국에게 접근했다가 송이연의 폭로로 인해 신임을 완전히 잃어버리고 말았다.마지막화에서는 최후의 발악으로 다혜를 인질로 잡고 김영수에게 계좌번호를 내놓으라며 협박하다가 홍난의 난입으로 대판 싸운다. 하지만 홍난이 계좌번호가 적혀있던 사진을 태우고 망연자실하다가 홍난과 함께 옥상에서 떨어져 사망.

- 이태환 : 최승재 역 (30세) -한기탁이 가장 믿은 부하로, 한기탁이 죽은 이후 나석철 밑에 들어가 송이연의 경호원 노릇을 해 모두들 배신한 줄 알고 있었으나, 사실은 일부러 나석철의 밑에 들어가 한기탁을 위해 그가 지키려고 했던 이연의 경호원을 자처하며 기회를 노리고 있었던 것이다. 홍난은 승재와 이연에게 자신을 기탁의 여동생쯤으로 말해놓았다. 홍난을 짝사랑하고 있다. 그런데 사실 홍난은 자신이 따르던 한기탁의 환생...즉 남자다.

- 강기영 : 제갈 길 역 (25세)

- 고인범 : 장진구 역 (50대 후반) -기탁과 석철이 20여년간 모셔온 조직의 보스. 이제 그만 은퇴해서 편안하게 살고 싶은데, 종일 전화통에 불나게 바쁜 열혈 회장. 현재는 한기탁이 죽은 이후 쓰러져 식물인간이 되었고, 때문에 기탁이 환생해서 돌아왔을땐 석철의 세상이 된 상태였다.

### 백화점 사람들
- 박철민 : 마상식 역 (50대)-선진백화점 패션사업부장. 김영수의 얄미운 상사. 약자에 강하고 강자에 약하고 로비와 아부에 능한, 전형적 샐러리맨.

- 안석환 : 차회장 역 -피도 눈물도 없는 선진그룹 회장. 항상 손에는 호두를 쥐고있으며 자신의 의사를 비서를 통해 전달한다.은연중에 자신의 두 아들인 재국과 해준을 경쟁시키는 듯 하다.

- 오나라 : 왕비서 역 (30대)-차회장을 보좌하는 비서. 왜인지는 모르지만 말을 하지 않는 회장을 대신하여 의사전달을 하는 역할로 나온다.마지막화에서는 차회장의 의사전달을 하다가 빡쳐서 서로 대화 좀 하고 살라고 대놓고 디스한다.
- X역 -드라마 상에서 계속 언급되는 인물. 14화에서 X(미상)가 영수(해준) 앞에 모습을 나타냈다.

### 리라이프 관련인물
- 라미란 : 마야 역 - 원작에는 성녀에 조용한 성격의 젊은 여성의 모습을 한 캐릭터였으나 드라마에서는 중년 여성 역무원의 모습을 한 감초 캐릭터로 바뀌었고 원작에 비해 비중이 매우 늘어났다. 그리고 한기탁과 김영수의 역송 체험을 하게 한 장본인이다 그러나 김영수의 환생 모습을 만든 이후 이미 현세에 이해준이란 인물이 따로 존재한다는 것을 알게 되었고 김영수의 사고 직후 백화점의 차기 점장으로 취임 한다는 것도 알게 되었다. 그리하여 한국으로 오고 있는 진짜 이해준이 타고 있던 비행기를 날씨를 조종해 불 시착 시킨다.

- 이문식 : 조종사 역 (50대)- 이해준이 일본에서 만난 경 비행기 조종사. 항시 술병을 끼고 비행하던 기인 같은 인물. 역시 에필로그에 등장

- 정지훈 : 진짜 이해준 역-에필로그에 감초처럼 등장한다. 선진백화점 회장의 사생아로 미국에 살다가 자신의 힘으로 회장의 자리까지 올라가겠다는 다짐과 함께 등장. 백화점 점장이 되기 위해 한국으로 오던 중 저승 역무원 마야가 무인도에 불시착시켰다. 현재 가짜 이해준으로 환생 한 김영수는 이 인물의 행세를 하며 점장에 취임한 상태이다.

### 그외 인물
- 박민우 : 유혁 역 - 가짜 스캔들을 터트려서 송이연을 곤란하게 만든 모델
- 류화영 : 왕주연 역 - 20대. 떠오르는 스타. 송이연과 같은 소속사
- 김강훈 : 영찬 역 - 차재국·, 송이연의 아들
- 김보정 : 방영은 역
- 윤주상 : 역장 역 - 중유역
- 박광재 : 천국 행 열차 저승사자 역
- 레이 양
- 조윤호 : 지하철 변태남 역
- 이규섭 : 식당 건달 역
- 서왕석 : 건달 역
- 이창
- 남우진
- 민정섭
- 김인우 : 일본에서 진짜 이해준에게 조종사 소개 시켜주는 사람 역
- 봉만대 : 감독 역
- 이준혁 : 백화점에서 항의하는 가짜 손님 역
- 김경룡 : 장회장 역
- 김선영 : 선진 백화점 여직원 역
- 유민채 : 상희 역
- 김성범 : 박종훈 PD 역
- 하동준
- 금광산 : 천국 행 열차 저승사자 역
- 장가현
- 장격수 : 기택동생 역
- 윤기원 : 백부장 역
- 손영숙 : 정꽃님 역 - 백부장 어머니 역

### 특별출연
- 홍석천 : 모델코치 역

## 시청률
아래의 파란색 숫자는 '최저 시청률'이고, 빨간색 숫자는 '최고 시청률'입니다. 시청률조사회사와 지역별로 시청률에 차이가 있을 수 있습니다.
| 2016년      | 2016년      | 2016년         | 2016년       | 2016년         | 2016년       |
| 회차        | 방송일      | TNmS 시청률    | TNmS 시청률  | AGB 시청률     | AGB 시청률   |
| 회차        | 방송일      | 대한민국(전국) | 서울(수도권) | 대한민국(전국) | 서울(수도권) |
| ----------- | ----------- | -------------- | ------------ | -------------- | ------------ |
| 제1회       | 2월 24일    | 8.0%           | 10.5%        | 6.6%           | 7.6%         |
| 제2회       | 2월 25일    | 9.0%           | 11.4%        | 7.6%           | 8.9%         |
| 제3회       | 3월 2일     | 6.2%           | 8.0%         | 5.2%           | 6.0%         |
| 제4회       | 3월 3일     | 6.9%           | 7.8%         | 5.5%           | 6.1%         |
| 제5회       | 3월 9일     | 5.2%           | 5.7%         | 5.2%           | 5.7%         |
| 제6회       | 3월 10일    | 5.9%           | 6.4%         | 5.4%           | 5.9%         |
| 제7회       | 3월 16일    | 3.9%           | 4.5%         | 4.0%           | 4.2%         |
| 제8회       | 3월 17일    | 4.7%           | 4.9%         | 4.0%           | 4.2%         |
| 제9회       | 3월 23일    | 3.1%           | 3.8%         | 3.5%           | 3.8%         |
| 제10회      | 3월 24일    | 3.6%           | 4.4%         | 4.1%           | 4.4%         |
| 제11회      | 3월 30일    | 2.3%           | 2.8%         | 3.3%           | 3.6%         |
| 제12회      | 3월 31일    | 3.7%           | 3.9%         | 3.8%           | 4.0%         |
| 제13회      | 4월 6일     | 2.6%           | 2.7%         | 2.8%           | 2.9%         |
| 제14회      | 4월 7일     | 3.6%           | 4.4%         | 3.2%           | 3.0%         |
| 제15회      | 4월 14일    | 4.5%           | 4.8%         | 4.6%           | 4.9%         |
| 제16회      | 4월 14일    | 3.1%           | 3.3%         | 2.6%           | 2.4%         |
| 평균 시청률 | 평균 시청률 | 4.8%           | 5.6%         | 4.5%           | 4.9%         |

## 결방 사유 및 연속 방송
- 2016년 4월 13일 : 2016 국민의 선택 방송으로 인해 결방.[3]
- 2016년 4월 14일 : 밤 10시부터 2회 연속방송 (15회, 16회)

## 동시간대 드라마
KBS 수목드라마
- 《태양의 후예》 (2016년 2월 24일 ~ 2016년 4월 14일)

MBC 수목드라마
- 《굿바이 미스터 블랙》 : (2016년 3월 16일 ~ 2016년 5월 19일)

## 수상
- 2016년 SBS 연기대상 판타지 부문 여자 우수 연기상 오연서